# Tamara McKinley
Tamara McKinley, född den 25 februari 1948 i Launceston, Tasmanien, är en australisk författare bosatt i Storbritannien. Hon bodde i Devonport tills hon var tio år och flyttade då äldre släktingar i Storbritannien som adopterat henne vid sex års ålder.
Hon har skrivit fjorton romaner som utspelar sig i Australien, de har översatts till 20 språk och sålt över 2 miljoner exemplar.